# Halldis Moren Vesaas
Halldis Moren Vesaas, född 18 november 1907 i Trysils kommun, Hedmark fylke, död 8 september 1995 i Oslo, var en norsk lyriker, översättare och författare.

## Biografi
Moren Vesaas föddes på gården Moren, en mil norr om Innbygda i Trysils kommun, och växte som dotter till författaren Sven Moren (1871–1938) upp i en rik kulturell miljö. 1925–1928 utbildade hon sig till lärare i Elverum, och därefter arbetade hon i Hamar och Oslo innan hon flyttade till Schweiz 1930, där hon bodde i tre år. 1934 gifte sig Moren Vesaas med författaren Tarjei Vesaas, och bosatte sig tillsammans med honom på gården Midtbø i Vinje.
År 1929 debuterade Moren Vesaas med diktsamlingen Harpe og dolk; till hennes mest berömda diktverk hör Tung tids tale (1945), Treet (1947) och I ein annan skog (1955). Hon skrev på nynorska, och gjorde med sitt författarskap en stor insats för det nynorska språkets och kulturens spridning. Ett centralt tema i Moren Vesaas diktande är upplevelser och känslor hos kvinnor genom livscykeln, bland annat i ungdomen, kärleken och modersrollen.  
Moren Vesaas var också aktiv som barnboksförfattare och översättare av dramatik; bland annat tolkade hon verk av Molière och Bertolt Brecht till norskan. Moren Vesaas satt i styrelsen för Riksteatret 1949–69 och var medlem och vice ordförande i Den norske Forfatterforening 1952–72 
1984 utnämndes Moren Vesaas till kommendör av Sankt Olavs orden. Hon var också riddare av Nationalförtjänstorden, Frankrikes näst högsta orden.